# テリー・ブランスタッド
テリー・エドワード・ブランスタッド（Terry Edward Branstad、1946年11月17日 - ）は、アメリカ合衆国の政治家。所属は共和党。アイオワ州知事に当選合計6回、通算在任期間は2016年で22年を迎えたアメリカ政界の重鎮であり、2015年に初代・第3代ニューヨーク州知事のジョージ・クリントンを抜いて、アメリカ合衆国史上最も長く州知事を務めた政治家となった。
2017年1月よりドナルド・トランプ政権で駐中華人民共和国大使に就任した。1985年にアメリカを訪問した習近平と30年近く親交のある親中派とされる。

## 来歴
1946年11月17日にアイオワ州ルランドに誕生する。1973年に26歳でアイオワ州下院議員に就任した。1979年まで務め、同年に32歳でロバート・レイ知事の下で副知事に就任。1982年にレイ知事の後任として州知事選挙に立候補して36歳の若さで州知事に当選。アイオワ州史上最年少の知事となり、また同年アーカンソー州知事に復帰したビル・クリントンを3か月下回る当時全米最年少の州知事となった。以後4期連続州知事に当選し、16年州知事を務めた後、1999年に一度退任（この間、1989年から1990年に全米知事協会会長を務めた）。
退任後、2003年にデスモインズ大学の学長に就任し、2009年まで務めた後に2010年中間選挙で、現職州知事の民主党チェット・カルヴァーを下して5度目の州知事当選を果たした。2014年に連続2回、通算6回目の州知事当選。駐中国大使に就任するため2017年5月24日に知事を退任。
2020年9月14日に大使の退任が発表された。